# 乳黄雪山报春
乳黄雪山报春（学名：Primula agleniana）为报春花科报春花属下的一个种。

## 扩展阅读
維基物種上的相關：乳黄雪山报春